# Thomas Squinas Ranch Indian Reserve 2A
Thomas Squinas Ranch Indian Reserve 2A är ett reservat i Kanada.   Det ligger i provinsen British Columbia, i den sydvästra delen av landet, 3 600 km väster om huvudstaden Ottawa.
I omgivningarna runt Thomas Squinas Ranch Indian Reserve 2A växer i huvudsak barrskog. Trakten runt Thomas Squinas Ranch Indian Reserve 2A är nära nog obefolkad, med mindre än två invånare per kvadratkilometer.